# Akszi (mijanka)
Akszi (kaz. Ақши, ros. Акши) – mijanka i przystanek kolejowy w miejscowości Akszi, w rejonie Ałaköl, w obwodzie żetysuskim, w Kazachstanie. Położona jest na linii Aktogaj - Urumczi, na trasie Nowego Jedwabnego Szlaku.